# 필립메쎄
필립메쎄는 1981년에 설립된 전시회 기획사이다. 설립 당시 윤회전력으로 설립되어 전기 관련 사업을 시작하였다. 그 후 이듬 해 피코 코리아로 명칭을 변경한 것을 시작으로, 1986년에는 필립건설, 1994년에는 필립, 1998년에 필립메쎄로 수 차례 명칭을 변경하였다. 그동안 의장 공사업, 전기 공사업, 건축물 조립 공사업, 무역업 등의 면허를 얻으면서 지금의 모습을 갖추게 되었다. 현재 충북 보은에 공장을 두고 있다.

## 계열사
- 필립로더

## 제휴사
- 플라텍 로더(독일)
- 일본교통공사(일본)